# Kolegium jezuitów w Nieświeżu
Kolegium jezuitów w Nieświeżu – uczelnia jezuicka prowadzona w Nieświeżu w latach 1584–1773.

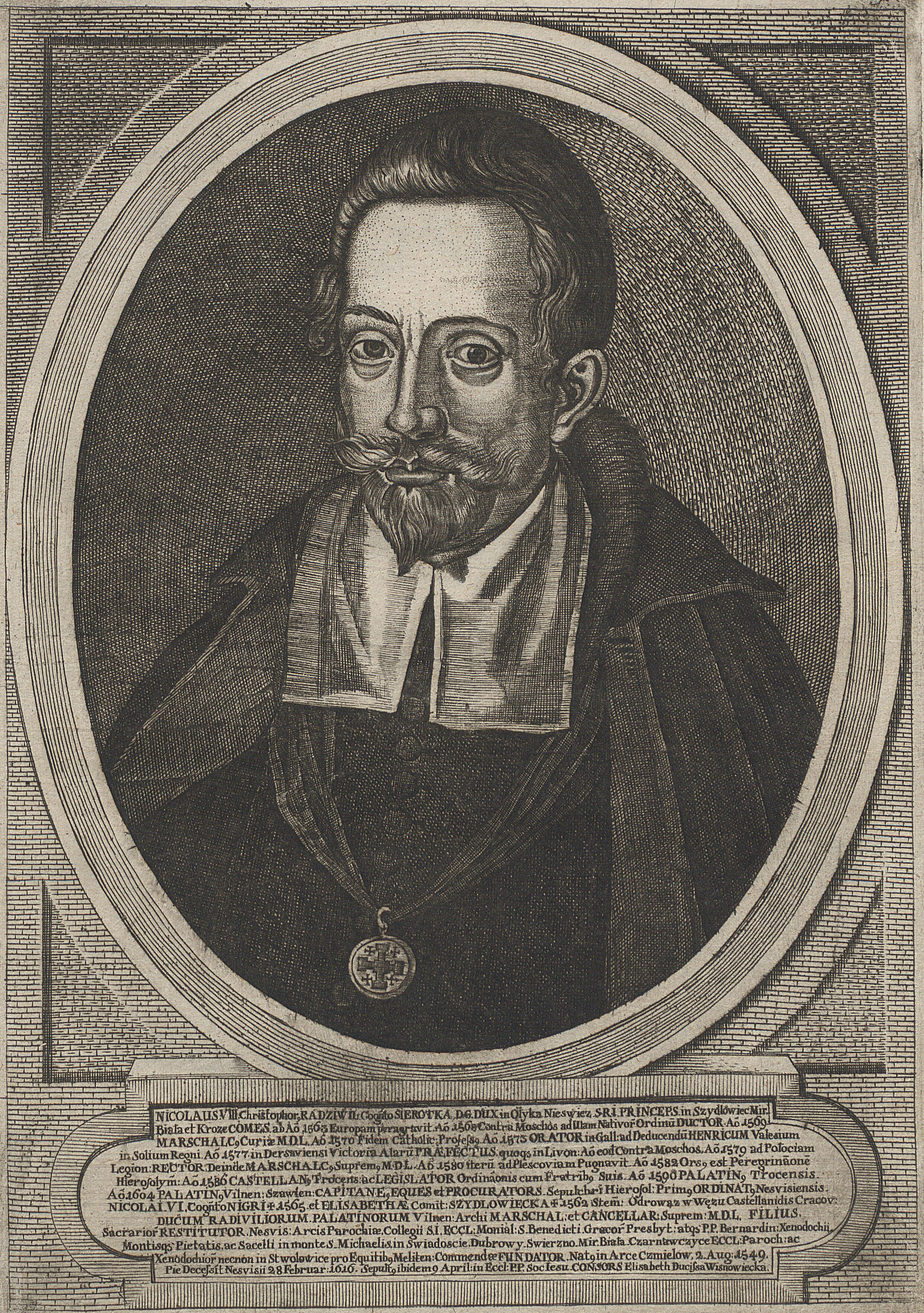
Fundator kolegium Mikołaj Krzysztof Radziwiłł Sierotka w ilustracji ze zbioru Icones familiae ducalis Radivilianae (1758)

Kolegium jezuickie w Nieświeżu zostało ufundowane 19 sierpnia 1584 roku przez właściciela miasta – marszałka wielkiego litewskiego Mikołaja Krzysztofa Radziwiłła „Sierotkę”. Było trzecią placówką jezuicką na terenie Wielkiego Księstwa Litewskiego po kolegium wileńskim (1569) i połockim (1580). Pod względem administracji państwowej kolegium znajdowało się na terenie województwa nowogródzkiego (powiat nowogródzki), pod względem administracji kościelnej należało do diecezji wileńskiej (dekanat nowogródzki). Kolegium wchodziło w latach 1584–1608 w skład prowincji polskiej Towarzystwa Jezusowego, potem litewskiej (1608-1759), a w końcu mazowieckiej (1759-1773).
Jezuici nieświescy odgrywali pierwszoplanową rolę kulturową i religijną w życiu miasta i jego okolic, prowadząc m.in. teatr szkolny, aptekę, bursę muzyczną, konwikt ubogiej szlachty oraz drukarnię. Byli też aktywni w życiu Radziwiłłów, gdyż zapewniali ich dworowi opiekę duchową i uczestniczyli w uroczystościach rodzinnych magnatów. Kolegium było też związane z kościołem farnym pw. Bożego Ciała, nad którym jezuici sprawowali opiekę. Zakonnicy prowadzili działalność misyjną zarówno na terenie ordynacji nieświeskiej, jak i poza nią, przyczyniając się m.in. do szerzenia Unii.

## Dzieje kolegium
Założenie kolegium jezuitów w Nieświeżu wpisywało się w rozwój miasta jako centrum latyfundium radziwiłłowskiego za czasów Mikołaja Krzysztofa „Sierotki”. Oprócz kolegium jezuitów książę ufundował klasztory bernardynów i benedyktynek, cerkiew unicką oraz kaplicę pw. św. Rafała na tzw. Górze Anielskiej pod Nieświeżem. Mimo oporów ze strony władz zakonu jezuitów, które uważały Nieśwież za ośrodek mało znaczący, wpływy i stanowczość księcia nakłoniły jezuitów do przyjęcia proponowanej fundacji.
Zgodnie z przywilejem fundacyjnym kolegium nieświeskiego jezuici mieli przyczynić się do ewangelizacji miejscowej ludności, zwalczać wpływy protestanckie, uczyć młodzież zasad wiary i dobrych obyczajów i przekazywać jej wiedzę z zakresu języków i literatury klasycznej, by przysposobić ją do służby publicznej. Na wyposażenie kolegium książę zapisał dobra Rudawka (8 km na płn od Nieświeża), Użanka (12 km na płn od Nieświeża) oraz obszerną włość przy południowej granicy powiatu nowogródzkiego (ok. 60 km na płd od Nieświeża): Lipsk wraz z przyległościami Tuchowicze, Załuże, Święcica, Nowosiołki i Rozdziałowicze. Przywilej fundacyjny z 19 sierpnia 1584 roku został zatwierdzony 4 lutego 1585 roku przez króla Stefana Batorego, a w 1589 roku przez sejm warszawski, który też uwolnił wspomniane dobra od stacji żołnierskich.
Jako miejsce budowy kolegium fundator wyznaczył grunt miejski usytuowany wzdłuż trasy łączącej rynek z zamkiem, ograniczony na wschodzie i południu przez staw zamkowy. Na potrzeby budowy wypłacał ponadto 8 tys. zł w latach 1584–1587. Prace budowlane rozpoczęto położeniem kamienia węgielnego pod gmach kolegium 26 czerwca 1586 roku. Trwały do 1599 roku. Wzniesiony gmach stanowił obiekt murowany, dwukondygnacyjny, na planie czworobocznym, z centralnym dziedzińcem i fasadą zwróconą w kierunku północno-zachodnim. Z tyłu kolegium wzniesiono zabudowania gospodarcze i urządzono ogród. Do kasaty Towarzystwa Jezusowego w 1773 roku budowla ta nie ulegała większym zmianom. Równocześnie, w latach 1587–1593 „Sierotka” wzniósł istniejący do dziś kościół farny pw. Bożego Ciała. Architektem był włoski jezuita Giovanni Maria Bernardoni.
Zgodnie z życzeniami fundatora pod nadzorem jezuitów pozostawały inne instytucje stworzone przez „Sierotkę”: szpital miejski przy kaplicy pw. Świętego Ducha, skrzynia św. Mikołaja, która miała zapewniać posag ubogim dziewczętom, oraz fundusz na wykup jeńców. 

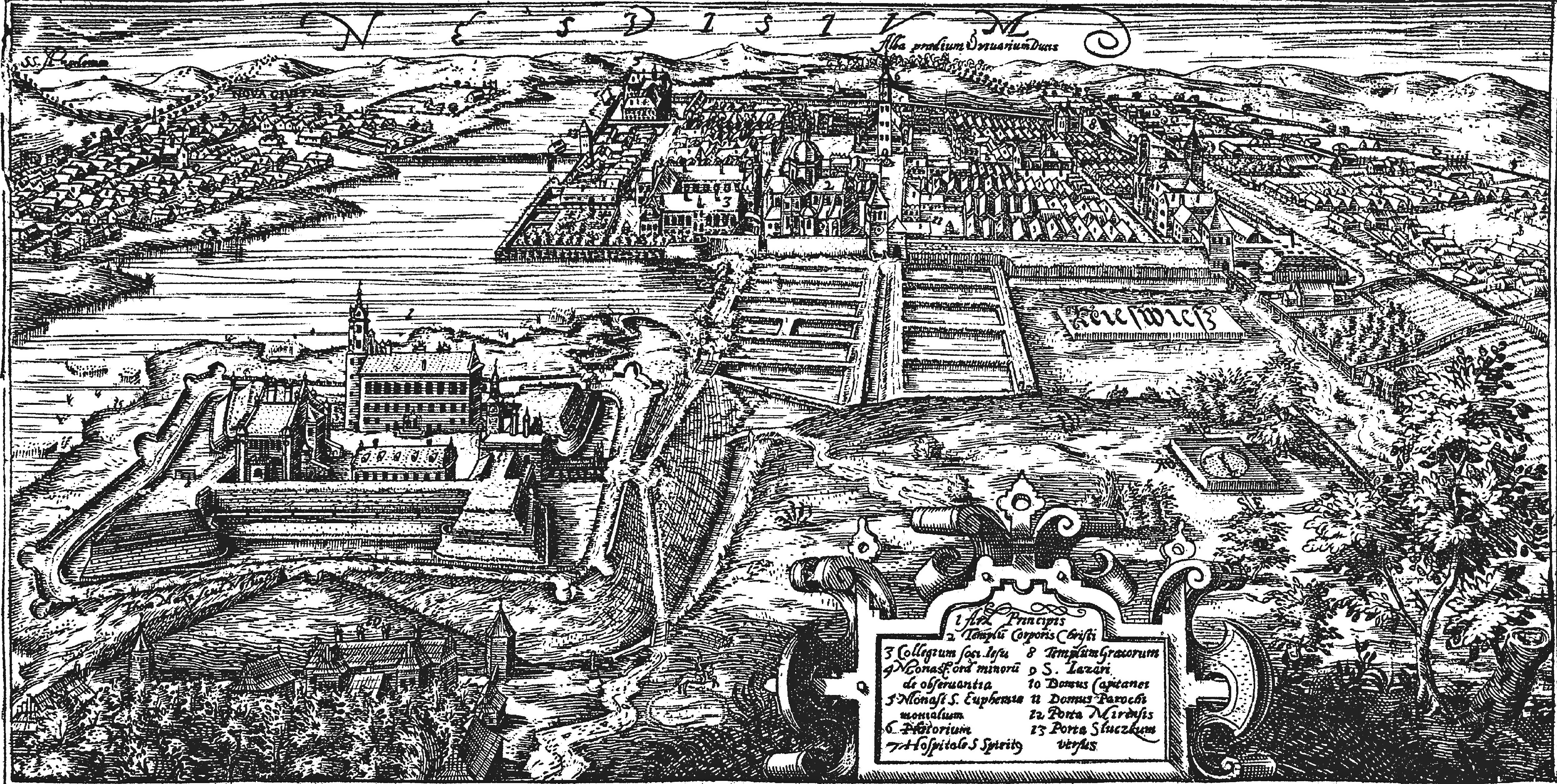
Nesvisium. Rycina Tomasza Makowskiego (1604)

Po śmierci „Sierotki” jezuici nieświescy utrzymywali ścisłe kontakty z synami fundatora – kolejnymi ordynatami nieświeskimi: Janem Jerzym, Albrychtem Władysławem, Zygmuntem Karolem oraz Aleksandrem Ludwikiem, uświetniając ich uroczystości rodzinne i wysyłając kapelanów na ich dwór. W 1617 roku witali w Nieświeżu jadącego na Moskwę królewicza Władysława. Jezuici znaleźli w tym okresie protektorów również wśród średniej szlachty. Wśród tej warstwy społecznej wyróżniali się Andrzej Skorulski, były dworzanin „Sierotki”, który finansował budowę kaplicy św. Andrzeja i organy w kościele farnym nieświeskim, oraz Wojciech Zaleski i Krzysztof Przewoski, fundatorzy konwiktu ubogiej szlachty w 1623 roku.
Ważną cezurę w dziejach kolegium nieświeskiego stanowi wojna polsko-rosyjska z lat 1654–1667. Kolegium i kościół ocalały podczas najazdu Rosjan i kozaków w 1655 roku, zostały natomiast zniszczone pięć lat później w wyniku pożaru miasta wszczętego przez wojsko moskiewskie po nieudanej próbie zdobycia zamku. W drugiej połowie XVII stulecia nastąpiła odbudowa placówki, która dokonywała się dzięki wsparciu podkanclerzego litewskiego Michała Kazimierza Radziwiłła i jego małżonki Katarzyny z Sobieskich Radziwiłłowej. W okresie wielkiej wojny północnej kolegium poniosło szkody podczas walk między Szwedami a oddziałem kozackim Karola Stanisława Radziwiłła w marcu 1706 roku. W kolejnych latach uchroniło się przed doszczętnym zniszczeniem, wypłacając kontrybucje na rzecz Szwedów i Rosjan.
Sytuacja kolegium poprawiła się po objęciu ordynacji nieświeskiej przez Michała Kazimierza Radziwiłła „Rybeńkę” w 1720 roku. Wraz z żoną Franciszką Urszulą z Wiśniowieckich, którą poślubił w 1725 roku, książę otaczał jezuitów szczególną opieką. Za jego życia jezuici angażowali się w kształcenie wychowanków akademii rycerskiej w Nieświeżu. Z kolei jezuita Mikołaj Kuczewski uczył prywatnie jego synów Janusza Tadeusza i Karola Stanisława. Ponadto w 1751 roku jezuici otrzymali w darze od księcia drukarnię. W latach 1750–1753 podjęli remont kościoła, w ramach którego wykonano współcześnie istniejące ołtarze i wystrój malarski. W 1761 roku „Rybeńko” oddał jezuitom nieświeskim w dzierżawę dobra Pułbrzeg i Weresków w zamian za pożyczkę 106 tys. zł. W myśli księcia Nieśwież miał stać się centrum nowo utworzonej prowincji mazowieckiej Towarzystwa Jezusowego. Jego plany zostały częściowo zrealizowane: w kolegium nieświeskim kształtowało się archiwum prowincji.
Ostatnie lata istnienia kolegium (1764-1773) były dla jezuitów szczególnie trudne: ówczesny właściciel Karol Stanisław Radziwiłł „Panie Kochanku” przebywał dwukrotnie na wygnaniu w latach 1764–1767 i 1769-1777, a w okresie konfederacji barskiej miasto znalazło się pod okupacją rosyjską. W atmosferze sejmu rozbiorowego ogłoszono jesienią 1773 roku brewe Klemensa XIV Dominus ac redemptor i powołano do życia Komisję Edukacji Narodowej.

## Losy po kasacie
Lustrację kolegium z ramienia Konfederacji Generalnej Litewskiej przeprowadzili podwojewodzi nowogródzki Józef Obuchowicz i skarbnik nowogródzki Kazimierz Ignacy Haraburda. Inwentarz majątków kolegium sporządzili natomiast sędzia grodzki nowogródzki Joachim Kmita, oboźny inflancki Jan Antoni Cywiński oraz szlachcic Stanisław Czyż. Inwentarze kolegium i dóbr zachowały się w Państwowym Archiwum Rosyjskim Akt Dawnych w Moskwie.
W latach 1773–1797 była czynna przy kolegium szkoła podwydziałowa KEN, w której wykładali przeważnie byli jezuici. W 1797 roku władze rosyjskie powierzyły szkołę dominikanom, którzy ją przenieśli do swojego klasztoru przy rynku. W zabudowaniach pojezuickich urządzo koszary. Gmach kolegium został rozebrany w drugiej połowie XIX wieku w wyniku któregoś z kolejnych pożarów miasta.
W okresie KEN dobra pojezuickie Rzepichów, Tuchowicze i Szczerbinów wraz z miasteczkami Lipsk i Krzywoszyn zostały wydzierżawione podskarbiemu litewskiemu Antoniemu Tyzenhauzowi. Cześnik latyczewski Franciszek Niesiołowski przejął Użankę i Rudawkę, wojski nowogródzki Leon Malawski zaś Grzybowszczyznę. Posiadacze tych dóbr płacili roczny czynsz na utrzymanie szkoły nieświeskiej KEN. Dobra zastawne Weresków i Pułbrzeg powróciły w ręce Radziwiłłów.

## Działalność religijna
Za zgodą proboszcza jezuici odprawiali kilkadziesiąt chrztów i ślubów małżeńskich rocznie. Głosili też kazania i słuchali nawet po kilkadziesiąt tysięcy spowiedzi rocznie. Wprowadzali ponadto nowe formy liturgii, charakterystyczne dla pobożności epoki potrydenckiej, takie jak procesje w uroczystości Bożego Ciała, i prowadzili ćwiczenia duchowne dla rekolektantów z zewnątrz. Starania o pozyskanie nowych wiernych do Kościoła katolickiego były skierowane do przedstawicieli mniejszości etnicznych (Żydzi i Tatarzy), mieszczan prawosławnych oraz ewangelików przebywających na dworze Radziwiłłów. Jezuici szerzyli kult Najświętszego Sakramentu, kult maryjny i kult świętych – założycieli zakonu św. Ignacego Loyoli i św. Franciszka Ksawerego oraz męczenników z pierwszych stuleci chrześcijaństwa. Szczególnie ważne dla unitów były z kolei relikwie św. Bazylego Wielkiego i św. Jozafata Kuncewicza, przechowywane w kościele farnym.
Jezuici nieświescy zapewniali poddanym opiekę duchową, zakładając kościoły w dobrach kolegium. Jako pierwsza powstała świątynia parafialna pw. NMP w Lipsku, ufundowana przez rektora Wojciecha Mroskowskiego 6 lipca 1605 roku. W latach 70. XVII wieku filia tej parafii, pw. Opieki NMP, powstała w Krzywoszynie dzięki rozwijającemu się tam kultu figury Matki Boskiej. W Użance istniał kościół pw. św. Jana Chrzciciela, stanowiący filię parafii nieświeskiej.
Misje dworskie zajmowały pierwszoplanowe miejsce wśród form aktywności duszpasterskiej jezuitów nieświeskich. Wśród licznych spowiedników i kaznodziejów dworskich Radziwiłłów należeli do wspólnoty kolegium nieświeskiego w XVII i XVIII wieku Wojciech Slaski, Jan Kasprowicz, Michał Dąbrowski, Konrad Terpiłowski, Michał Suffczyński, Konstanty Kamiński, Jan Poszakowski, Mikołaj Kuczewski, Michał Woronicz, Józef Siesicki i Mikołaj Hryniewicki.
Geograficzny zakres jezuitów kolegium nieświeskiego wykraczał poza miasto i dóbr kolegium. W XVII wieku misjonarze jezuiccy z Nieświeża docierali do Bobrujska, Nowogródka, Mińska i Słucka. Prowadzili też misje w dobrach Radziwiłłów Mir, Kopyl, Kleck, Zdzięcioł i Łachwa. W okresie wojny polsko-rosyjskiej z lat 1654–1667 wyprawy misyjne jezuitów nieświeskich docierały nawet do Turowa na Polesiu i Obolca k. Orszy.

## Działalność edukacyjna
W okresie istnienia kolegium były czynne w Nieświeżu dwie szkoły katolickie: jedna średnia pod kierunkiem jezuitów, a druga podstawowa (parafialna) pod opieką proboszcza. Działalność szkoły jezuickiej rozpoczęła się w 1586 roku, gdy jezuici otworzyli klasę gramatyki. Kurs ten był w kolejnych latach rozszerzony na pięcioklasową szkołę humanistyczno-retoryczną dla młodzieży świeckiej. Kolegium nieświeskie odgrywało ponadto istotną rolę jako ośrodek kształcenia młodych jezuitów. Dla tzw. scholastyków prowadzono tu kurs retoryki (w latach 1604–1606, 1632–1637, 1652–1653, 1674–1675, 1676–1677, 1702–1703 i 1710–1714); trzyletnie studia filozoficzne (1626–1632, 1641–1650, 1658–1660, 1677–1685, 1699–1702 i 1721–1773), kurs matematyki (1770–1771) oraz studia teologii moralnej (1604–1631, 1675–1677 i 1720–1721). Trzecia probacja odbywała się w kolegium nieświeskim w latach 1609–1655, 1679–1688 i 1695–1699.
Kolegium nieświeskie nie miało odrębnego budynku szkolnego. Zajęcia odbywały się w pomieszczeniach usytuowanych na parterze w południowym skrzydle. Młodzież świecka miała dostęp do sal wykładowych poprzez wejście od dziedzińca szkolnego.
Teatr szkolny stanowił ważny element działalności edukacyjnej jezuitów, gdyż oddziaływał nie tylko na uczniów, ale i na ich rodziców. W Nieświeżu odgrywał on ponadto rolę „kroniki książęcego rodu”. Wśród sztuk granych na scenach jezuickich w Nieświeżu, przeważnie po łacinie, zachowały się następujące programy teatralne: Inhumana humanitas Eduardi regis Angliae (1697), Bacchus sanguine et nece potus (1698), Theatrum mundi, bis secundo gemini Christophori conspicuum (1723), Corona aurea super mitram (1724), Eques Sacri Sepulchri, Nicolaus VIII Christophorus Radziwiłł (1728), Spiritus procellarum, e cella vinaria inter spumantes massico calices tyrannico furore excitus (1730), Aurea libertas extra liberum imperium (1732), Mors mensae bacchanalis immortalis Maria laesa Maiestas (1737), Exules fortunati Aedesius et Frumentius (1748). W 1758 roku, z okazji ślubu Stanisława Ferdynanda Rzewuskiego i Karoliny Radziwiłłówny wystawiono tragedię Syroes po polsku.
Jezuici byli zatrudniani jako nauczyciele retoryki w akademii rycerskiej, założonej przez Michała Kazimierza Radziwiłła „Rybeńkę” w 1743 roku. Przygotowywali też panegiryki recytowane przez kadetów w dniu urodzin hetmana.

## Instytucje związane z kolegium

### Parafia nieświeska
Zgodnie z wolą Mikołaja Krzysztofa Radziwiłła „Sierotki” jezuici przejęli opiekę nad parafią nieświeską, z siedzibą w kościele pw. Bożego Ciała. Kościół pełnił kilka funkcji, służąc równocześnie jezuitom i miejscowej ludności katolickiej. Był też miejscem modlitwy studentów i mauzoleum rodu Radziwiłłów. Status kościoła farnego sprzyjał ponadto tworzeniu fundacji mszalnych (altarii). Ponieważ prawodawstwo jezuickie zakazywało członkom zakonu posiadania prebend, proboszcz był wybierany spośród duchowieństwa diecezjalnego. Prawo prezenty przysługiwało rektorowi kolegium, choć nie brakowało ingerencji ze strony Radziwiłłów. Żeby uniknąć konfliktów między jezuitami a proboszczem, „Sierotka” przeznaczył na utrzymanie parafii dobra Nowosiołki i Omułyńce. Zgodnie z ugodą zawartą między rektorem Wojciechem Mroskowskim a proboszczem Marcinem Skierkowskim 13 grudnia 1604 roku „proboszcz miał obowiązek utrzymywania bakałarza, kantorów, wikarego oraz dostarczania do kościoła wosku i kadzidła w czasie Wielkiego Tygodnia i Adwentu”. Ustalono też, że proboszczowi przysługuje boczna kaplica pw. św. Piotra, podczas gdy jezuici sprawują pieczę nad ołtarzem głównym.

### Stowarzyszenia pobożne
Pod opieką jezuitów kolegium nieświeskiego funkcjonowały sodalicja mariańska (kongregacja) studentów, powołana w 1588 roku i afiliowana do konfraternii czynnej przy Collegium Romanum, oraz kilka bractw dla dorosłych: bractwo Miłosierdzia (ok. 1590), wzorowane na arcybractwie założonym w Krakowie przez Piotra Skargę, bractwo mieszczańskie pw. NMP (ok. 1595) oraz bractwo pw. Bożego Ciała, utworzone 17 stycznia 1602 roku. Sodalicja mariańska modliła się przed ołtarzem NMP w południowym ramieniu transeptu, brała regularny udział w uroczystościach religijnych i towarzyszyła ceremonii wyznania wiary konwertytów. Bractwo Bożego Ciała korzystało z kaplicy św. Piotra. Jeszcze w XVIII wieku jezuici starali się o uzyskanie dla niego odpustów i wydawali drukiem jego statuty. Pod opieką kolegium pozostawało także bractwo św. Izydora, czynnego przy kaplicy św. Łazarza na przedmieściu Nowe Miasto.

### Biblioteka
Księgozbiór kolegium zaczął powstawać tuż po otwarciu placówki i był powiększany drogą darów i zakupów. Dokładne odtworzenie treści biblioteki utrudnia brak XVIII-wiecznego katalogu, którego nie sporządzili ani jezuici nieświescy, ani lustratorzy. Po kasacie biblioteka nadal przysługiwała szkole podwydziałowej pod zarządem KEN. Według wizytatora Franciszka Bieńkowskiego księgozbiór pozostawał w nieładzie i był mało użyteczny ze względu na dużą liczbę ksiąg teologicznych i ascetycznych.

### Bursa muzyczna i konwikt ubogiej szlachty
Jezuicka bursa muzyczna w Nieświeżu działała co najmniej od 1615 roku. Jej pierwszym prefektem był Jan Aland w latach 1615–1619. Do rozwoju działalności muzycznej jezuitów nieświeskich przyczynił się m.in. Andrzej Skorulski, który ufundował godzinki na cześć NMP i wystawił organy w kościele farnym. Wychowankowie bursy muzycznej uświetniali uroczystości religijne i występy teatralne uczniów kolegium.
Konwikt ubogiej szlachty powstał na mocy aktu fundacyjnego, wystawionego przez Wojciecha Zaleskiego i Krzysztofa Przewoskiego 7 lutego 1623 roku. Na wyposażenie tej instytucji szlachcice przekazali kolegium majątek Grzybowszczyzna. W 1773 roku konwikt znajdował się na ul. Krzywej. Po kasacie budynek został przejęty przez Karola Stanisława Radziwiłła „Panie Kochanku”, który w nim osadził „dziewczęta do teatru i w robotach różnych ćwiczenie biorące”.

### Apteka
Apteka kolegium istniała co najmniej od 1627 roku i stanowiła obok skarbowej (zamkowej) jedyną instytucję tego typu w Nieświeżu. W 1773 roku apteka mieściła się na parterze w południowo-wschodnim skrzydle kolegium. Ogród apteczny znajdował się w Rudawce. Apteka dostarczała leków nie tylko mieszkańcom kolegium, ale i ludności miejskiej i dworowi Radziwiłłów. Katalog sporządzony przez Samuela Landtgraffa i Fryderyka Teodora Oehmego zawierał opis 316 surowców leczniczych i 344 gotowych leków, o łącznej wadze 2350 funtów (ok. 840 kg) i oszacowanej wartości prawie 4800 zł. Do przygotowania leków służył księgozbiór, składający się z 56 pozycji. Inaczej niż w przypadku innych aptek pojezuickich KEN nie udało się wydzierżawić apteki nieświeskiej. Pomieszczenia zostały sprzedane ok. 1780 roku. Działalność tej instytucji całkowicie zaprzestała przed 1789 roku.

### Drukarnia
1 grudnia 1751 roku jezuici otrzymali w darze drukarnię książęcą stworzoną rok wcześniej w Nieświeżu przez Michała Kazimierza Radziwiłła „Rybeńkę”. Pod kierunkiem jezuitów nieświeska oficyna wydawnicza drukowała kazania, podręczniki szkolne, panegiryki oraz inne dzieła na potrzeby dworu Radziwiłłów. Wśród ostatnich wyróżniał się zbiór portretów Radziwiłłów pt. Icones familiae ducalis Radivilianae. Po 1759 roku drukarnia nieświeska wydawała też katalogi osobowe nowo utworzonej prowincji mazowieckiej. W 1773 roku drukarnia zajmowała pomieszczenia na parterze południowo-zachodniego skrzydła kolegium. Do prac edytorskich służył obszerny księgozbiór prefekta drukarni. Drukarnia pełniła też funkcję księgarni. Za pośrednictwem tej instytucji rozpowszechniano w Nieświeżu nie tylko miejscowe druki, ale też dzieła sprowadzone z innych miast lub nawet z zagranicy, w tym o charakterze naukowym. Po kasacie drukarnia pozostawała do 1779 roku pod opieką jej ostatniego prefekta Hieronima Haraburdę. Aktywność tej instytucji była ograniczona: jedyny obszerniejszy druk wydany w tym okresie był trzytomowy zbiór kazań Antoniego Głażyńskiego. Po odejściu Haraburdy sprzęt drukarski został przejęty przez dwór Karola Stanisława Radziwiłła „Panie Kochanku”.

## Majątki kolegium
Materialną podstawę funkcjonowania kolegium nieświeskiego tworzyły majątki ziemskie. Przychody kolegium ulegały zmianom, zależnie od sytuacji politycznej i gospodarczej kraju. W 1603 roku dochody placówki wynosiły 1600 zł, w 1639 roku – 6000 zł, w 1705 roku – 5069 zł, a w 1749 roku – 5569 zł. Z wyjątkiem Grzybowszczyzny, nabytej w 1623 roku, oraz Wereskowa i Pułbrzega, przejętych przez jezuitów na mocy prawa zastawnego w 1761 roku, wszystkie majątki kolegium nieświeskiego pochodziły z nadania Mikołaja Krzysztofa „Sierotki”. W 1773 roku dobra jezuickie składały się z dziewięciu folwarków (Rudawka, Użanka, Grzybowszczyzna, Rzepichów, Nieczyn, Tuchowicze, Szczerbinów, Weresków i Pułbrzeg), 24 wsi i dwóch miasteczek (Lipsk i Krzywoszyn), obejmujących łącznie 574 dymów. Wspomniane dobra przynosiły łączny przychód w wysokości niemal 43 tys. zł rocznie. Największy kompleks dóbr, skupiony wokół folwarków Rzepichów, Tuchowicze i Szczerbinów, znajdowało się przy południowej granicy powiatu nowogródzkiego, na lesistych terenach pomiędzy rzeką Szczara a Jeziorem Wygonowskim.